# اچ‌ام‌اس لورچر (۱۹۱۲)
اچ‌ام‌اس لورچر (۱۹۱۲) (به انگلیسی: HMS Lurcher (1912)) یک کشتی بود که طول آن ۷۵ متر (۲۴۶ فوت) بود. این کشتی در سال ۱۹۱۲ ساخته شد.